# Этнографический музей (Краков)
Этнографический музей, полное название — Этнографический музей имени Северина Удзели (пол. Muzeum Etnograficzne im. Seweryna Udzieli) — музей, находящийся в Кракове, Польша. Располагается в бывшей Казимерской ратуше на площади Вольницы, 1. Зарегистрирован в Государственном реестре музеев.

## История
Планы создания этнографического музея возникли в 1902 году после организованной Обществом польского прикладного искусства выставки народного искусства из собрания этнографа Северина Удзели. Национальный музей в Кракове создал в 1904 году этнографический отдел и открыл постоянную этнографическую экспозицию в краковской Суккенице. На этой выставке демонстрировались экспонаты из собраний Северина Удзели, Станислава Виткевича и Тадеуша Эстрайхера.
В 1910 году было основано Общество Этнографического музея, которому были переданы экспонаты из этнографического отдела краковского Национального музея. В 1911 году было создано учреждение, целью которого стала организация будущего этнографического музея. Директором этой организации стал Северин Удзеля. В 1912 году была организована отдельная этнографическая экспозиция на Вавеле.
После Второй мировой войны музей получил здание на площади Вольницы, 1 в здании бывшей Казимерской ратуши.
В настоящее время музей располагает собранием из 8 тысяч предметов, связанных с польской и европейской историей.

## Известные сотрудники
- Райнфус, Роман (1910—1998) — польский этнограф.